# Sankt Romuald och Alla Helgons kyrka
Sankt Romuald och Alla Helgons kyrka (kroatiska: Crkva svetog Romualda i Svih Svetih, italienska: Chiesa di San Romualdo e Ognissanti) är en kulturminnesskyddad romersk-katolsk kyrka i Rijeka i Kroatien. Den invigdes år 1934 och är belägen strax öster om huvudentrén till Kozalakyrkogården i stadsdelen Kozala.

## Historik
Sankt Romuald och Alla Helgons kyrka uppfördes ursprungligen som votivkyrka för stupande italienska soldater från första världskriget. Utöver dess betydelse som religiös byggnad var den vid uppförandet ett politiskt projekt av nationell betydelse för det då fascistiska Italien som under åren 1924–1943 administrerade Rijeka, då officiellt kallat för sitt italienska namn Fiume. 
Den 3 januari 1921 begravdes 22 legionärer från den italienske nationalisten Gabriele D’Annunzios frikår och fem civila som dödats under den Blodiga julen år 1920 på Kozalakyrkogården. I samband med denna massbegravning höll D’Annunzio ett tal vid kyrkogården som senare skulle initiera tillkomsten av en krypta och kyrkan. Kryptan invigdes den 16 mars 1930 vilket var årsdagen för den italienske kungen Viktor Emanuel III:s besök i Fiume efter att staden år 1924 annekterats av Italien. Den 24 mars 1934 (tioårsjubileet av den italienska annekteringen av Fiume) invigdes den nya kyrkan.

## Arkitektur
Sankt Romuald och Alla Helgons kyrka är uppförd i avantgardistisk nygotisk stil enligt ritningar av den lokale arkitekten Bruno Angheben. Kyrkan har en rektangulär grundplan och dess gavlar domineras av vertikala torn. Kyrkofasaden saknar överdriven utsmyckning och är tillverkad i vit kalksten från Vrsar. De två skulpturerna på fasaden som föreställer änglar är ett verk av Romolo Venucci.  Kyrktornet är 65 meter högt och har hiss.
Sankt Romuald och Alla Helgons kyrka har tre altare.  Ovanför huvudaltaret som är tillägnat helgonet sankt Romuald reser sig ett ciborium i marmor. Korset ovanför huvudaltaret är ett verk av skulptören Edmondo Trevese. Mosaiken i huvudaltarets absid är ett verk av mästaren Edmondo Dal Zotto. I helgedomen finns även mosaiker av Ladislav de Gaussa som även är upphovsmannen bakom målningen i sakristian. Altaret i Borletti-kapellet är tillägnat Alla Helgon. Altartavlan är ett verk av milanesiske Giuseppe Valerio.
I kyrkans krypta finns kvarlevorna efter 458 italienska soldater.